# Uwe Ampler
Uwe Ampler (* 11. August 1964 in Zerbst/Anhalt) ist ein ehemaliger deutscher Radrennfahrer und jetziger Radsporttrainer.

## Karriere

### Amateur

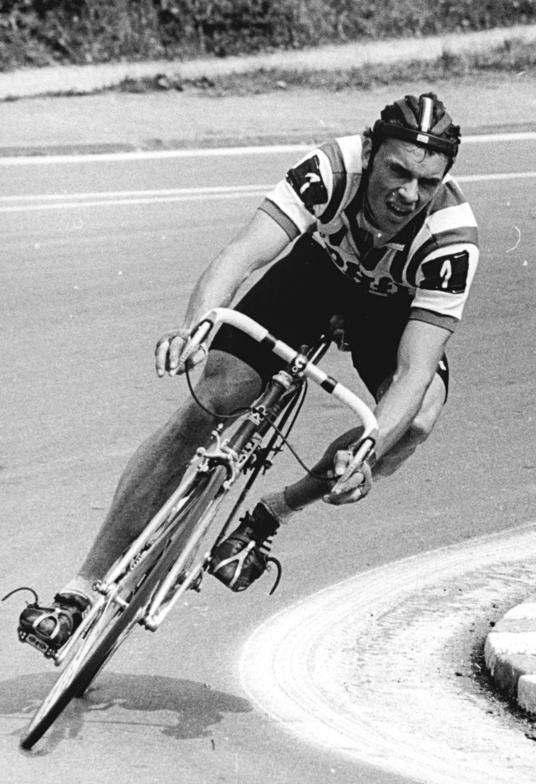
Uwe Ampler bei der DDR-Straßenmeisterschaft 1984

Erstmals trat er mit dem Gewinn der Wertung für den besten Nachwuchsfahrer bei der DDR-Rundfahrt 1982 in der Männerklasse in Erscheinung. Zuvor war er bereits zweimal Juniorenweltmeister im Mannschaftszeitfahren geworden. 1983 gewann er mit der Tunesien-Rundfahrt sein erstes internationales Etappenrennen.
In den letzten Jahren der DDR galt Uwe Ampler als einer der besten Radamateure der Welt. Von 1987 bis 1989 konnte er als erster und bis heute einziger Fahrer dreimal in Folge die Friedensfahrt für sich entscheiden. 1986 wurde er außerdem Straßenweltmeister der Amateure, und 1988 gewann er mit dem DDR-Straßenvierer (zusammen mit Maik Landsmann, Jan Schur und Mario Kummer) die olympische Goldmedaille in Seoul. 1984 und 1987 gewann er den Einzeltitel bei den DDR-Straßen-Radmeisterschaften.
Wie fast alle Straßenfahrer der DDR startete Ampler auch auf der Bahn der Werner-Seelenbinder-Halle in Berlin. Dort gewann er die „Internationale Zweier-Mannschaftsmeisterschaft“ 1986 mit Uwe Raab als Partner. 1984 gewann er die 6 Tage um den Preis der Jungen Welt mit Uwe Raab als Partner.
| Weltmeisterschaft   | 1983 | 1985 | 1986 | 1987 |
| ------------------- | ---- | ---- | ---- | ---- |
| StraßenrennenStraße | 35   | 52   | 1    | 65   |

### Profi
Nach der friedlichen Revolution in der DDR wurde Ampler Profi zunächst beim niederländischen PDM-Radsportteam, ab 1991 dann beim Team Telekom. Die in ihn gesetzten hohen Erwartungen als Rundfahrt-Spezialist konnte er insbesondere bei seinen drei Teilnahmen bei der Tour de France jedoch nicht erfüllen. Nach der Saison 1993 bekam Ampler keinen Vertrag mehr. 1996 beschuldigte er seine ehemalige Mannschaft Telekom, ihn gegen seinen eigenen Willen gedopt zu haben, verlor jedoch vor Gericht. Ein Jahr später setzte Ampler seine Karriere beim zweitklassigen polnischen Mróz-Team fort und konnte 1998 sogar völlig überraschend zum insgesamt vierten Mal die Friedensfahrt für sich entscheiden. Damit gehört er nach Steffen Wesemann (fünf Siege) und gleichauf mit Ryszard Szurkowski zu den erfolgreichsten Teilnehmern dieses Etappenrennens.
1999 stand er beim Team Agro-Adler Brandenburg unter Vertrag. Nach seiner Dopingsperre fuhr er noch ein halbes Jahr für das Leipziger Team Bunte Berte, bevor er seine Karriere beendete.

## Erfolge
- 4-mal Gesamtsieger der Friedensfahrt (1987, 1988, 1989, 1998)
- 4-mal Gesamtsieger der DDR-Rundfahrt (1986, 1987, 1988, 1989)
- 9 Etappen Friedensfahrt
- 3-mal bester Bergfahrer Friedensfahrt (1987, 1988, 1989)
- 1-mal vielseitigster Fahrer Friedensfahrt
- 1 Etappe Tour de Suisse
- 1 Etappe Paris–Nizza
- Grosser Preis des Kantons Aargau

## Grand-Tour-Platzierungen
| Grand Tour            | 1990 | 1991 | 1992 |
| --------------------- | ---- | ---- | ---- |
| Vuelta a EspañaVuelta | 9    | –    | –    |
| Giro d’ItaliaGiro     | –    | –    | 11   |
| Tour de FranceTour    | DNF  | 32   | DNF  |

## Doping
Ampler wurde 1999 während der Sachsen-Tour positiv auf das Geschlechtshormon Testosteron getestet. Es folgte eine sechsmonatige Sperre bis Anfang 2000.

## Privates
Uwe Ampler kommt aus einer Radsport-Familie, sein Vater Klaus Ampler gewann 1963 die Friedensfahrt. Sein Sohn Rick (* 1989) war ebenfalls Profiradfahrer.
Im Herbst 2003 wurde Uwe Ampler bei einem Fahrrad-Verkehrsunfall schwer verletzt.
Seit November 2012 arbeitet er als Trainer in der Jugendabteilung des Radsportvereins AC Leipzig.

## Ehrungen
Ampler wurde 1984 und 1986 mit dem Vaterländischen Verdienstorden in Gold ausgezeichnet. 1988 erhielt er den Stern der Völkerfreundschaft.